# Angèle
Angèle Joséphine Aimée Van Laeken, född 3 december 1995 i Uccle, är en belgisk låtskrivare, sångerska, musiker, pianist, musikproducent och skådespelare. Hon innehade topplaceringar på flera låtlistor i de franskspråkiga länderna som till exempel Frankrike, Belgien och Schweiz.

## Biografi
Angèle började först uppträda på caféer runt om i Bryssel. 
Hon är syster till rapparen Roméo Elvis och dotter till Marka.

## Diskografi
| År   | Titel | Detaljer                                                | Placering | Placering | Placering | Placering | Försäljning    | Certifikat                         |
| År   | Titel | Detaljer                                                | BEL (Wa)  | BEL (Fl)  | FRA       | SWI       | Försäljning    | Certifikat                         |
| ---- | ----- | ------------------------------------------------------- | --------- | --------- | --------- | --------- | -------------- | ---------------------------------- |
| 2018 | Brol  | - Släppt: 5 oktober 2018 - Skivbolag: Angèle VL Records | 1         | 1         | 1         | 8         | - FRA: 751,036 | - BEA: 3× Platinum - SNEP: Diamant |